# Forrest Compton
Forrest Compton (* 15. September 1925 in Reading, Pennsylvania; † 4. April 2020 in Shelter Island, New York) war ein US-amerikanischer Schauspieler.

## Leben
Die Schauspielkarriere von Forrest Compton begann Ende der 1950er Jahre mit Kurzauftritten und Nebenrollen in unterschiedlichen Fernsehserien. Bis zum Ende seiner Karriere trat er in mehr als 40 Film- und Fernsehproduktionen auf. Häufig wurde er dabei als Neben- und Gastdarsteller engagiert. Seine erste dauerhafte Rolle hatte er als Lieutenant Colonel Edward Gray in der Sitcom Gomer Pyle: USMC an der Seite von Jim Nabors. Seinen eigentlichen Durchbruch hatte er mit einer der Hauptrollen in der Seifenoper The Edge of Night. Er spielte den Anwalt Mike Karr, von 1970 bis zur Einstellung der Sendung 1984. Zuletzt trat er 2002 als Schauspieler mit einem Auftritt in der Serie Ed – Der Bowling-Anwalt in Erscheinung. 
Im Alter von 50 Jahren heiratete Compton am 28. September 1975 Jeanne Sementini. Am 4. April 2020 starb Compton im Alter von 94 Jahren während der COVID-19-Pandemie in den Vereinigten Staaten an den Folgen einer SARS-CoV-2-Infektion.

## Filmografie (Auswahl)
- 1959: Im wilden Westen (Death Valley Days, Fernsehserie, zwei Folgen)
- 1959: Johnny Ringo (Fernsehserie, eine Folge)
- 1961: Der Außenseiter (The Outsider)
- 1961: Es geschah in den Zwanzigern (The Roaring 20's, Fernsehserie, eine Folge)
- 1962–1963: 77 Sunset Strip (Fernsehserie, zwei Folgen)
- 1963: Auf der Flucht (The Fugitive, Fernsehserie, eine Folge)
- 1964–1969: Gomer Pyle: USMC (Fernsehserie, 41 Folgen)
- 1965–1970: Ein Käfig voller Helden (Hogan’s Heroes, Fernsehserie, sechs Folgen)
- 1965–1973: FBI (The F.B.I., Fernsehserie, zehn Folgen)
- 1969–1970: Süß, aber ein bißchen verrückt (That Girl, Fernsehserie, zwei Folgen)
- 1970–1984: The Edge of Night (Soap-Opera, 430 Folgen)
- 1991: McBain
- 1992: Jung und Leidenschaftlich – Wie das Leben so spielt (As the World Turns, Soap-Opera)
- 2001–2002: Ed – Der Bowling-Anwalt (Ed; Fernsehserie, drei Folgen)